# Palée
Palée, est un terme d’architecture et de génie civil, qui peut désigner:
- une rangée de pieux (ou palplanches) en bois ou en métal fichés en terre pour soutenir un ouvrage en terre ou en maçonnerie, permettant de former une bordure rigide lors de la confection d’une digue, d'une berge ou d'ouvrages en excavation.
- Les palées sont au XIXe siècle, dans la construction des ponts de bois, ce que sont les piles dans les ponts de pierre[1]. Une palée désigne aussi un appui provisoire utilisé lors de la construction d'un pont (cf. Viaduc de Millau).
- Dans la construction moderne, installation appelée palplanche, genre de poutrelle préformées de grande longueur servant au boisage de fouilles en pleine masse ou de galeries qui par battage s'emboîtent bord à bord avec d'autres pour former une cloison étanche, était autrefois constituée de planches grossièrement équarries.
- Les batardeaux sont eux des ensembles de palplanches fermant un volume et permettant de travailler en terrain aquifère ou immergé, au niveau ou sous le niveau de l'eau.